# Xenotosuchus
Xenotosuchus  is een geslacht van uitgestorven temnospondyle Batrachomorpha (basale 'amfibieën'). Hij leefde tussen het Vroeg-Trias en het Midden-Trias (Olenekien/Anisien, ongeveer 248 - 244 miljoen jaar geleden) en zijn fossiele overblijfselen zijn gevonden in Zuid-Afrika.

## Naamgeving
De eerste fossielen van dit dier werden ontdekt in het gebied van Cynognathus in het Karroo-bekken in Zuid-Afrika en werden aanvankelijk door Robert Broom toegeschreven aan het geslacht Capitosaurus, typisch Europees, in een nieuwe soort Capitosaurus africanus. Vervolgens bracht een studie van Watson (1962) het Afrikaanse materiaal over naar het geslacht Parotosaurus, later hernoemd tot Paratosuchus door Chernin (1978) als een kwestie van prioriteit (de naam Parotosaurus was al toegewezen aan een ander dier). Ten slotte werd Parotosuchus africanus in 2002 toegeschreven aan het nieuwe geslacht Xenotosuchus, vanwege het mengsel van basale en afgeleide kenmerken. De geslachtsnaam betekent 'vreemd-oor-krokodil', xenos-ootos- Souchos, omdat de oorstructuur van die van Paratosuchus verschilt.
Het lectotype is SAM-PK-2360, een schedel gevonden bij de Vaalbank-boerderij. Het andere oorspronkelijke syntype was de schedel SAM-PK-3008 gevonden bij Winnaarsbaken. Verschillende andere schedels zijn later toegewezen.
Het is ook vergeleken met het Noord-Amerikaanse geslacht Wellesaurus (Damiani, 2001).

## Beschrijving
Xenotosuchus moet een van de grootste bekende Tetrapoda met een amfibische levenswijze zijn geweest. Eén schedel, beschreven in 2008, specimen CGP/1/135, was meer dan zestig centimeter lang, wat suggereert dat het hele dier meer dan drie meter lang was. Xenotosuchus was voorzien van een brede en platte schedel met relatief kleine oogkassen in het achterste gebied. De neusgaten stonden ver naar voren en dicht bij elkaar. De schedel was basaal van vorm en bezat kenmerken die werden gedeeld door andere, iets oudere temnospondylen als Parotosuchus. De botten van het hoofd waren bedekt met grote groeven, wat wijst op de aanwezigheid van een vrij uitgebreid huidpantser op het hoofd. Zowel bovenkaak als onderkaak waren voorzien van hoektanden; de bovenste bevonden zich langs een tweede rij tanden op het ploegschaarbeen en het verhemeltebeen. In tegenstelling tot andere nauw verwante vormen zoals Mastodonsaurus, waren de hoektanden van de onderkaak relatief klein en drongen ze niet door tot in de premaxilla.

Diagram van de beenderen van het schedeldak

Onder de basale kenmerken van Xenotosuchus worden de elliptische choanae en de achterhoofdsknobbels genoemd die naar voren zijn geplaatst ten opzichte van de gewrichtscondylen van de quadrata. Er was echter een exclusief kenmerk van dit geslacht (autapomorfie): het contact op de middenlijn tussen de exoccipitalia, waardoor Xenotosuchus van andere temnospondylen kan worden onderscheiden (Damiani, 2008).

## Paleobiologie
Er zijn enkele Xenotosuchus-schedels van verschillende afmetingen gevonden. Er wordt aangenomen dat ze een groeireeks (ontogenese) van het dier kunnen vertegenwoordigen, van het juveniele of sub-volwassen stadium tot volledig volwassen. Tijdens het leven veranderde de Xenotosuchus-schedel in verhoudingen en morfologie van talrijke botten (traanbeen, voorhoofdsbeen, postfrontaal, dolkvormig uitsteeksel, het hoofdlichaam van de parasphenoïde en de bouw van de dwarsrij van tanden op de ploegschaarbeenderen).